# URHOtv
URHOtv var en finsk tv-kanal med inriktning på sport och ägs av Parsifal Sport AB. 

## Sporträttigheter
- SM-liiga i ishockey
- European Trophy i ishockey
- NHL i ishockey (endast höjdpunkter)
- Veikkausliiga i fotboll
- Ligacupen i fotboll
- Korisliiga i basket
- Landslaget i basket (herrar & damer)
- FM-ligan i volleyboll
- Finska cupen i volleyboll
- FIVB Volleyball World League
- Europamästerskapet i volleyboll
- Landslaget i volleyboll (herrar & damer)
- F1 Powerboat Racing
- FM och EM i rallycross
- FM i snöskoterkörning
- IndyCar Series
- NASCAR
- FIA GT1 VM
- FIA GT3 EM
- Ferrari Challenge Europa